# Daryna Kastsiuchenka
Daryna Kastsiuchenka –en bielorruso, Дарына Касцючэнка– es una deportista bielorrusa que compite en piragüismo en la modalidad de aguas tranquilas. Ganó dos medallas en el Campeonato Mundial de Piragüismo, oro en 2015 y plata en 2014, y dos medallas en el Campeonato Europeo de Piragüismo, oro en 2015 y plata en 2014, ambas en la prueba de C2 500 m.

## Palmarés internacional
| Campeonato Mundial | Campeonato Mundial       | Campeonato Mundial | Campeonato Mundial |
| Año                | Lugar                    | Medalla            | Competición        |
| ------------------ | ------------------------ | ------------------ | ------------------ |
| 2014               | Moscú (Rusia)            | Medalla de plata   | C2 500 m           |
| 2015               | Milán (Italia)           | Medalla de oro     | C2 500 m           |
| Campeonato Europeo |                          |                    |                    |
| Año                | Lugar                    | Medalla            | Competición        |
| 2014               | Brandeburgo (Alemania)   | Medalla de plata   | C2 500 m           |
| 2015               | Račice (República Checa) | Medalla de oro     | C2 500 m           |